# Permarachne novokshonovi
Permarachne novokshonovi — викопний вид павукоподібних ряду Uraraneida, що існував у пермському періоді, 280—271 млн років тому. Рештки виду знайдені у відкладеннях Кошелівської формації поблизу селища Суксун Пермського краю Росії. Вид схожий на сучасних павуків. Permarachne був завдовжки 1 см. У нього були примітивні павутинні залози як у павуків, але на кінці черева знаходився членистий хвостоподібний відросток як у телифонів. Новий вид під назвою Permarachne novokshonovi описаний у 2005 році. Спершу вид віднесли до членисточеревих (Mesothelae). У 2008 році рештки Permarachne порівняли з американським викопним павукоподібним Attercopus, і обидва види віднесли до окремого ряду Uraraneida, що був родинним до безпосередніх предків сучасних павуків..